# 國家文化記憶庫
國家文化記憶庫（英語：Taiwan Cultural Memory Bank），簡稱國文庫，是由中華民國文化部建置以台灣原生文化內容為主的綜合性數位文化入口網站，提供素材檢索、故事創作、主題展覽、社群參與等功能。

## 沿革
文化部在2017年9月推動「國家文化記憶庫及數位加值應用計畫」，建構「國家文化記憶庫」網站；2019年3月27日，官方臉書粉絲團先行， 網站於2020年7月試營運，同年10月19日，臺灣文化日正式上線，後稱「國家文化記憶庫1.0」區別，可提供逾270萬筆數位素材。
自2021年起由下轄國立臺灣歷史博物館接手，透過啟動「國家文化記憶庫2.0」計畫，持續對入口網站進行優化與推廣，並透過博物館的專業與納入在地社群網絡資源擴大協作，充實主題化的內容和開展創造性的行動。國家文化記憶庫2.0於2022年10月測試，同年11月29日正式上線，希望以友善化、主題化、國際化等三大目標，將國家文化記憶庫打造成一個符合使用者需要、持續創造文化資料新生命的平台。

## 外部連結
- 國家文化記憶庫入口網站1.0 （页面存档备份，存于）、2.0
- 國家文化記憶庫的Facebook專頁